# Organizzazione Paladino
L'Ispettorato Militare del Lavoro (IML), informalmente denominato Organizzazione Paladino, fu un'organizzazione della Repubblica Sociale Italiana, dipendente dal ministero della difesa nazionale, composta da lavoratori volontari "per collaborare con le autorità italiane e tedesche nella riparazione di strade e ferrovie, e in generale svolgere altre attività lavorative sia di natura civile che militare."

## Storia
Il "Servizio del Lavoro" era già uno strumento introdotto in Italia nel febbraio 1943 durante la Seconda guerra mondiale, per "prestare la propria opera personale, intellettuale o manuale, presso le pubbliche amministrazioni o i pubblici servizi, le imprese, gli enti o attività comunque necessarie alla vita, alla difesa, all'efficienza della Nazione in guerra". Era destinato agli uomini dai 14 ai 70 anni e alle donne da 14 ai 60 anni. Tale obbligo era sospeso durante la prestazione del servizio militare o di militarizzato.
L'organizzazione fu riproposta anche nella Repubblica Sociale Italiana, ad opera del generale del Genio Francesco Paladino.

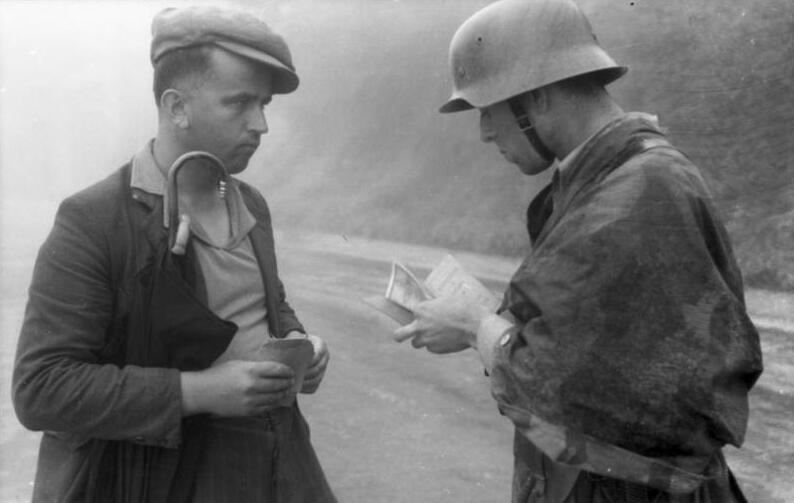
Un militare tedesco controlla i documenti a un civile italiano nel 1944

Il 1º ottobre 1943 venne quindi costituito l'Ispettorato del Lavoro, e d'accordo con la Germania, il 6 ottobre il maresciallo d'Italia Rodolfo Graziani, ministro della difesa della RSI, nominò Paladino suo primo direttore. Inizialmente aveva sede a Roma.  Tra le clausole l'arruolamento esclusivamente volontario, l'apoliticità della organizzazione, l'inquadramento nel Genio e il lavoro esclusivamente nella provincia di residenza.
L’obiettivo era quello di reclutare 90.000 lavoratori, ma i reclutatori non furono all’altezza delle aspettative. C'erano assunzioni concorrenti tedesche da parte dell'Organizzazione Todt (per lavoro in Italia) e dell'Arbeitseinsatz (per lavoro in Germania). 
L’Ispettorato militare del Lavoro, fu militarizzato il 28 febbraio 1944 con inquadramento nel Ministero della Difesa nazionale e alle dipendenze operative (quale ausiliaria della Organizzazione Todt in Italia), del generale Rudolf Toussaint e da luglio 1944 dal generale Karl Wolff. 
Nel giugno 1944 l'Organizzazione Paladino contava 44.435 lavoratori, con 5 Ispettorati Interregionali, 25 Ispettorati provinciali e 55 Battaglioni Lavoratori o Battaglioni Lavoratori Agricoltura, divisi in centurie. Vi erano poi 1282 ufficiali e di 837 sottufficiali del Genio. I reparti non avevano armi, salvo il Servizio di guardia. Questo numero era sostanzialmente inferiore ai più di 175.000 lavoratori italiani in servizio nell'Organizzazione Todt in Italia. Durante la guerra ebbero circa 200 morti e 560 feriti a causa dei bombardamenti.